# Rose Hill (actrice)
Rose Lilian Hill (Londen, Engeland, 5 juni 1914 – Hillingdon, Middlesex, Engeland, 22 december 2003) was een Britse actrice. Ze begon haar carrière als sopraanzangeres in 1939. Twaalf jaar lang speelde ze mee in opera's. Halverwege de jaren 1950 brak ze door als actrice in speelfilms en in televisieseries.
Het bekendst is ze van haar rol als bedlegerige Madame Fanny in de Britse sitcom-comedy 'Allo 'Allo!.
Rose Hill bleef acteren tot op zeer hoge leeftijd. De laatste jaren van haar leven verbleef ze in een bejaardentehuis voor gepensioneerde acteurs in Middlesex.

## Filmografie
- A Touch of Frost televisieserie - Mrs. Alice Ryder (Afl., Widows and Orphans, 1994)
- 'Allo 'Allo! televisieserie - Madame Fanny (77 afl., 1982, 1984-1992)
- Press Gang televisieserie - Mrs. Williams (Afl., Going Back to Jasper Street, 1990)
- Murder East - Murder West (televisiefilm, 1990) - Granny
- The Bill televisieserie - Old Lady (Afl., Communications, 1989)
- Mister Skeeter (televisiefilm, 1986) - Nan
- Past Caring (televisiefilm, 1985) - Clarrie
- On the Razzle (televisiefilm, 1983) - Fräulein Blumenblatt
- The Life and Adventures of Nicholas Nickleby (Mini-serie, 1982) - Miss La Creevy/Lady from Downstairs/Mrs. Gruden
- Strangers televisieserie - Bella (Afl., Charlie's Brother's Birthday, 1982)
- Play for Today televisieserie - Old woman (Afl., Chance of a Lifetime, 1980)
- The Wildcats of St. Trinian's (1980) - Miss Martingale
- Born and Bred televisieserie - Annie Benge (1978-1980)
- House of Whipcord (1974) - Vrouw van Henry
- Footsteps (1974) - Mrs. Kosky
- Thriller televisieserie - Mother (Afl., File It Under Fear, 1973)
- Tiffany Jones (1973) - Nette dame
- Comedy Playhouse televisieserie - Lady (Afl., Elementary My Dear Watson, 1973)
- For the Love of Ada (1972) - Derde rouwende
- Dixon of Dock Green televisieserie - Amy Wing (Afl., Wingy, 1971)
- Dad's Army televisieserie - Mrs. Cole (Afl., Uninvited Guests, 1970)
- The Carol Burnett Show in London (televisiefilm, 1970) - Verschillende rollen
- Every Home Should Have One (1970) - Winkelende vrouw #1
- Out of the Unknown televisieserie - Geoff's Mother (Afl., The Fosters, 1969)
- Thingumybob televisieserie - Fay Bridge (1968)
- Steptoe and Son televisieserie - Auntie (Afl., And Afterwards at..., 1965)
- The Wednesday Play televisieserie - Emma Cooper (Afl., A Tap on the Shoulder, 1965)
- A Shot in the Dark (1964) - Sopraan
- Espionage televisieserie - Mrs. Goodrich (Afl., Do You Remember Leo Winters?, 1964)
- The Younger Generation televisieserie - Alice Tremaine (Afl., Josie, 1961)
- Television Playhouse televisieserie - Mrs. Werner (Afl., The Barber of Stanford Hill, 1960)
- Dixon of Dock Green televisieserie - Mrs. Stokes (Afl., Everything Goes in Threes, 1960)
- The Bank Raiders (1958) - Hospita
- Dixon of Dock Green televisieserie - Ada Bailey (Afl., Peace on Earth, 1957)